# Mengücekoğulları

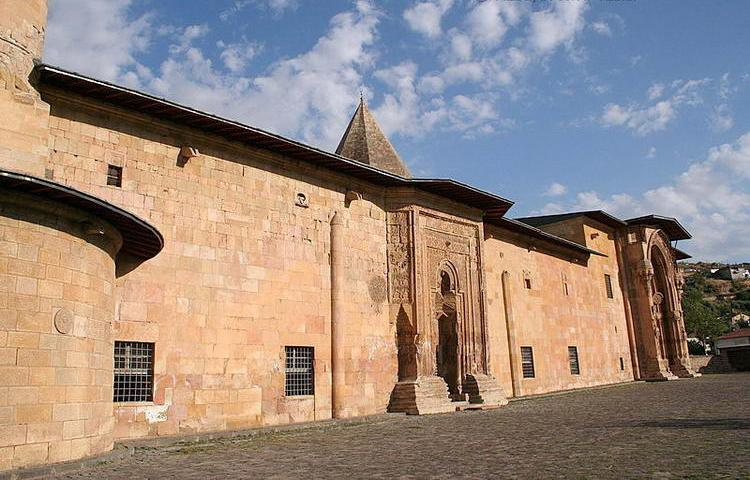
La gran mesquita de Divriği

Els mengücekoğulları o mengüceqoğulları (de vegades mengücèquides, mengudjèkides, mangudjàkides, mengudjèquides, mandudjàquides, mengujèquides o mangujàquides) foren una dinastia de turcmans d'Anatòlia a la part oriental entorn d'Erzincan i de Divriği (1118-1252).

## Història
La història de la dinastia és poc coneguda. Estava entre els danishmèndides a l'oest (Sivas) i els saltúquides a l'est (Erzurum). Grups turcmans es va establir a la zona després de la batalla de Mantziciert el 1071, dirigits per Mengücek Ahmet Gazi. La seva capital fou Kemah (Kemakh i després Erzincan). El nom de l'epònim de la dinastia, Mengücek, derivaria de Mengücük, del mongol Mengü (etern) i el diminitiu cük. No se sap exactament quan Mengücek Ahmet Gazi va agafar un control efectiu del territori. El seu fill Mengücekli Ishaq Beg el va succeir a Kemah el 1118. El mausoleu de Mengücük Ahmet Gazi és a Kemah.
İshak va començar el seu regnat saquejant Malatya el 1118, causant un conflicte amb el ´Soldanat de Rum. Des de llavors la dinastia va estar en guerra amb els soldans de Rum, i va acabar demanant suport a l'imperi de Trebisonda fundat després del 1205.
En una batalla el 1120 prop d'Erzincan, İshak fou vençut per Tuğrul, fill de Kilidj Arslan I i les forces del governador de Malatya. Després d'això va quedar sota protecció del seu sogre el danishmèndida Amir Ghazi Gümüştekin.
Segons la tradició entre les tribus turcomongoles el territori es va repartir entre els dos fills de Mengücek: el gran, Mengücekli Davud Shah, va regnar a Erzincan i Kemah; el segon Mengücekli Süleyman Shah, va regnar a Divriği.

### Branca d'Erzincan
Davud va succeir al seu pare el 1142. El seu fill Fahreddin Behram Şah va succeir a Davaud el 1165. En el seu llarg regnat va fer d'Erzincan un centre cultural protegint a diversos poetes perses com Nizami i Khakani i al savi àrab Abd al-Latif al-Baghdadi; la ciutat era el centre armeni més gran d'Anatòlia, que encara en temps de Marco Polo era reputat per les seves fàbriques de tapissos.
El seu net Alaeddin Davud va succeir a Behram el 1220 i va ser derrotat pel soldà de Rum Kaykubad I el 1228.
No van deixar cap monument que es conservi a Erzincan. El 1243, el soldà de Rum Kaykhusraw II fou greument derrotat pel general mongol Baidju en la batalla de Köse Dağ. La vila d'Erzincan fou saquejada.

### Branca de Divriği
El fill petit d'İshak, Süleyman, el va succeir a Divriği el 1142 fins al 1175. La seva branca va conservar el poder fins al 1252 quan va caure sota sobirania dels seljúcides, i el seu territori fou conquerit pels mongols il-kànides el 1277.
Aquesta branca ha deixar alguns monuments dels quals dos estan a la llista de Patrimoni de la Humanitat de la UNESCO: la gran mesquita de Divriği (Ulucami) i l'hospital de Divriği (Darüşşifası, casa de curar-se) des de 1985. La gran mesquita fou construïda sota Hüsameddin Ahmet Şah (1228). L'hospital fou obra de Turan Melik, filla de Behram Şah i esposa de Hüsameddin Ahmed entre 1228 i 1229,. La mesquita de la fortalesa (Kale Camii) fou construïda per İshak el 1180/1181, el que la converteix en un dels monuments islàmics més antics d'Anatòlia. El darrer monument a esmentar és el mausoleu de Sitte Melik (Sitte Melik Kümbeti)

## Els sobirans
| Dates                | Nom | Fill de                                                                                                 | Nom àrab                                                                                                | |
| -------------------- | --- | --- | --- | --- |
| ????-1118            | Mengücük Ahmed                                                                                          | | ar | Fundador i epònim de la dinastia a Kemah.                                                               |
| 1118-1142            | İshak                                                                                                   | Mengücük                                                                                                | ar | Després d'ell el domini es va dividir entre els seus fills.                                             |
| A Erzincan i à Kemah | | | | |
| 1142-1165            | Davud I                                                                                                 | İshak                                                                                                   | داوود                                                                                                   | |
| 1165-1225            | Fahreddin Behram Şah                                                                                    | Davud I                                                                                                 | فخر الدين بهرام شاه                                                                                     | La seva filla, Turan Melik, es va casar amb el bey de Divriği Hüsameddin Ahmed.                         |
| 1225-1228            | Alaeddin Davud II                                                                                       | Behram Şah                                                                                              | علاء الدين داوود                                                                                        | |
| 1228                 | Annexió al Soldanat de Rum.                                                                             | Annexió al Soldanat de Rum.                                                                             | Annexió al Soldanat de Rum.                                                                             | Annexió al Soldanat de Rum.                                                                             |
| A Divriği            | | | | |
| 1142-1175            | Süleyman I                                                                                              | İshak                                                                                                   | سليمان                                                                                                  | |
| 1175-1197            | Seyfeddin Şehinşah                                                                                      | Süleyman I                                                                                              | سيف الدين شاهنشاه                                                                                       | |
| 1197-1229            | Süleyman II                                                                                             | Şehinşah                                                                                                | سليمان                                                                                                  | |
| 1229-1242            | Hüsameddin Ahmed                                                                                        | Süleyman II                                                                                             | حسام الدولة أحمد                                                                                        | |
| 1242-1252            | Melikşah                                                                                                | Ahmed                                                                                                   | ملكشاه                                                                                                  | |
| 1252                 | sota sobirania del Soldanat de Rum, desapareix el 1277 a causa de la conquesta pels mongols il-kànides. | sota sobirania del Soldanat de Rum, desapareix el 1277 a causa de la conquesta pels mongols il-kànides. | sota sobirania del Soldanat de Rum, desapareix el 1277 a causa de la conquesta pels mongols il-kànides. | sota sobirania del Soldanat de Rum, desapareix el 1277 a causa de la conquesta pels mongols il-kànides. |